# Dioscorea multinervis
Dioscorea multinervis är en enhjärtbladig växtart som beskrevs av George Bentham. Dioscorea multinervis ingår i släktet Dioscorea och familjen Dioscoreaceae. Inga underarter finns listade i Catalogue of Life.